# İsmail Konuk
İsmail Konuk (* 16. Januar 1988 in Denizli) ist ein türkischer Fußballspieler. Seit 2020 steht er beim türkischen Zweitligisten Tuzlaspor unter Vertrag.

## Karriere
Konuk begann seine Karriere 2000 in der Jugend von Denizlispor. Im Jahr 2006 wurde er mit 18 Jahren von der TFF als Profifußballer anerkannt und unterschrieb bei seinem Jugendverein einen Vertrag bis zum 31. Mai 2010. Er kam bei Denizlispor in der Süper Lig noch nicht zum Einsatz, dafür kam er in der zweiten türkischen Liga fünfmal zum Einsatz. In der Saison 2006/07 wurde İsmail an İstanbulspor in die zweite türkische Liga ausgeliehen und in der Saison 2008/09 wurde er an Denizli Belediyespor in die TFF 2. Lig ausgeliehen.
Nach einem Aufenthalt bei Turgutluspor, wechselte er zur Saison 2012/13 zum Ligakonkurrenten Nazilli Belediyespor. Nach einer Saison verpflichtete ihn der Erstligist Akhisar Belediyespor.
Im Sommer 2016 wurde er gemeinsam mit seinem Teamkollegen Merter Yüce vom Ligarivalen Bursaspor verpflichtet.